# Magic Slim

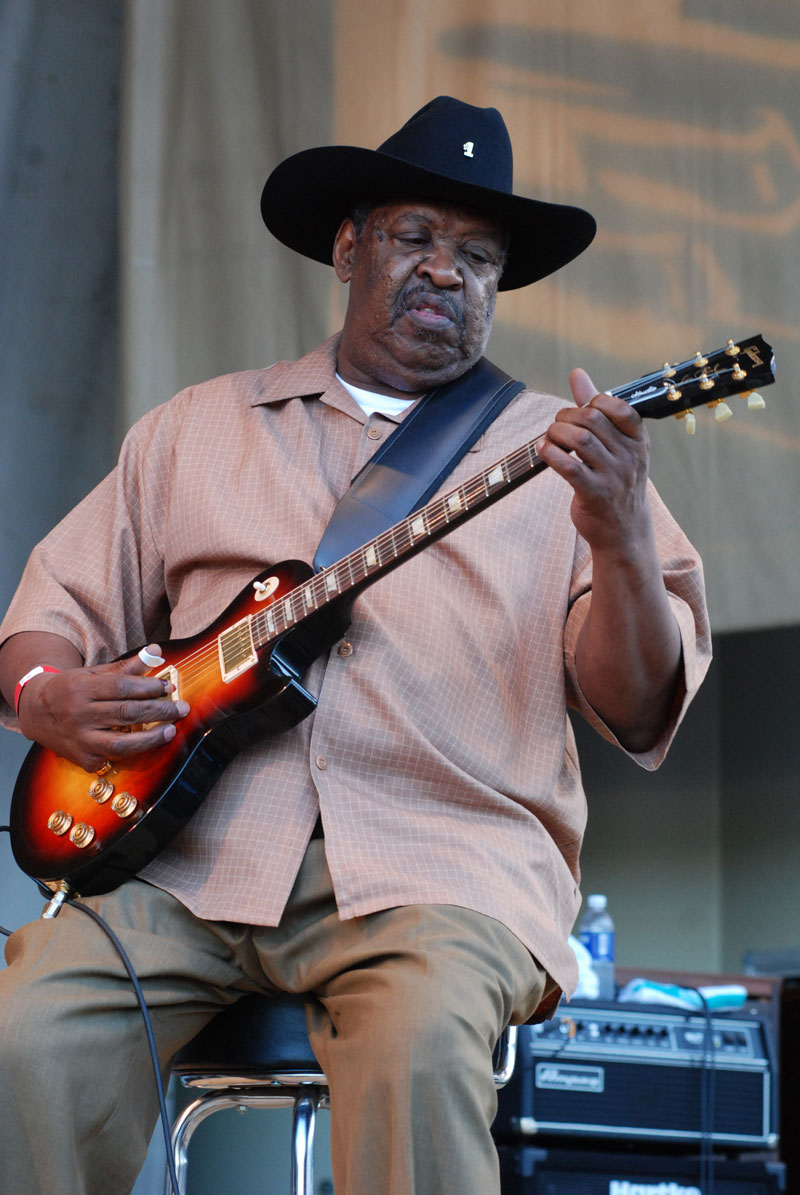
Magic Slim in 2008

Morris Holt, beter bekend als Magic Slim (Grenada (Mississippi), 7 augustus 1937 – Philadelphia, 21 februari 2013) was een Amerikaans blueszanger en -gitarist.

## Biografie
Magic Slim kreeg zijn bijnaam van de bluesmuzikant Magic Sam, in wiens band hij basgitaar speelde in Chicago, in de tweede helft van de jaren vijftig. Na een tijd in Mississippi keerde hij in 1965 terug naar Chicago. Hier vormde hij een groep, The Teardrops, waarmee hij in kleine jukejoints speelde. Vanaf 1970 speelde Slims jongere broer Nico basgitaar in de band. Vanaf 1966 nam Magic Slim singles op, in 1977 verscheen zijn eerste album Born Under a Bad Sign. In de jaren 1980 nam hij platen op voor platenlabels als Alligator en Rooster Blues en kreeg hij zijn eerste W.C. Handy Award. In 1982 voegde gitarist John Primer (voorheen actief bij Muddy Waters en Willie Dixon) zich bij The Teardrops. In 1994 verhuisde Slim naar Lincoln (Nebraska), waar hij vaak wekenlang had opgetreden in Zoo Bar. In 2003 won hij voor de zesde keer de W.C. Handy Award, in de categorie 'Beste bluesband van het jaar'. Slims laatste album verscheen in 2012.
Magic Slim overleed op 75-jarige leeftijd in een ziekenhuis in Philadelphia.

## Discografie (selectie)
- Grand Slam, Rooster Blues, 1982
- Black Tornado, Blind Pig Records, 1998
- Blue Magic, Blind Pig, 2002
- Rough Dried Woman, Wolf Records, 2009
- Raising the Bar, Blind Pig, 2010
- Bad Boy, Blind Pig, 2012

- Bibsys: 7052557
- Bibliothèque nationale de France: cb13896941b (data)
- Gemeinsame Normdatei: 1129819345
- International Standard Name Identifier: 0000 0000 7993 7226
- Library of Congress Control Number: n82243277
- MusicBrainz: 175fc3ce-88ab-43d9-8d25-1c77ca2dd07d
- SNAC: w6266xfs
- Virtual International Authority File: 45664285
- WorldCat: E39PBJrChdf4WxgfX8JPHbFYfq